# Silvio II Federico di Württemberg-Oels
Silvio II Federico di Württemberg-Oels (Oels, 21 febbraio 1651 – Oels, 3 giugno 1697) è stato Duca di Württemberg-Oels.

## Biografia
Silvio Federico era il figlio secondogenito del duca Silvio I Nimrod di Württemberg-Oels (1622-1664) e di sua moglie, la duchessa Elisabetta Maria di Oels (1625-1686).
Dopo la morte del padre nel 1664, la reggenza venne ottenuta dalla madre che mantenne le redini del governo per conto del figlio primogenito Carlo Ferdinando. In questo periodo il giovane principe intraprese il proprio Grand Tour, toccando coi fratelli mete di rilievo per l'epoca come i Paesi Bassi ove suo fratello Carlo Ferdinando morì nel 1669 lasciandolo unico erede del trono paterno.
Nel 1672, i restanti tre fratelli salirono al governo congiuntamente e decisero di dividere il loro territorio: Silvio Federico ricevette Oels, suo fratello Cristiano Ulrico ricevette Bernstadt e il più giovane dei fratelli, Giulio Sigismondo, ricevette Medzibor e Trebnitz sotto la reggenza di Silvio Federico sino al raggiungimento della sua maggiore età nel 1673.
Silvio Federico sposò il 7 maggio 1672 a Oels Eleonora Carlotta (1656-1743), figlia del duca Giorgio II di Württemberg-Mömpelgard. Il matrimonio non produsse figli e Silvio Federico morì nel 1697 senza lasciare eredi. Per ordine della madre di Silvio Federico, i suoi territori passarono al fratello minore Cristiano Ulrico I.
Silvio Federico fu anche membro della Società dei Carpofori con il nome di "der Schützende" ("la protezione").

## Ascendenza
|                                                     |                                       |                                                   | Genitori                                        |  |  | Nonni |  |  | Bisnonni                             |  |  | Trisnonni                                    |  |
|                                                     |                                       |                                                   |                                                 |  |  |       |  |  | 8. Friedrich I, duca del Württemberg |  |  | 16. Georg I, conte di Württemberg-Mömpelgard |  |
|                                                     |                                       |                                                   |                                                 |  |  |       |  |  | 8. Friedrich I, duca del Württemberg |  |  | 16. Georg I, conte di Württemberg-Mömpelgard |  |
|                                                     |                                       | 17. Barbara von Hessen                            |                                                 |  |  |       |  |  | 8. Friedrich I, duca del Württemberg |  |  |                                              |  |
| 4. Julius Friedrich, duca di Württemberg-Weiltingen |                                       |                                                   |                                                 |  |  |       |  |  | 8. Friedrich I, duca del Württemberg |  |  |                                              |  |
|                                                     |                                       | 9. Sibylla von Anhalt                             | 18. Joachim Ernst, principe di Anhalt           |  |  |       |  |  |                                      |  |  |                                              |  |
|                                                     |                                       | 9. Sibylla von Anhalt                             | 18. Joachim Ernst, principe di Anhalt           |  |  |       |  |  |                                      |  |  |                                              |  |
|                                                     |                                       | 9. Sibylla von Anhalt                             | 19. Agnes von Barby-Mühlingen                   |  |  |       |  |  |                                      |  |  |                                              |  |
| 2. Silvius I Nimrod, duca di Württemberg-Oels       |                                       | 9. Sibylla von Anhalt                             |                                                 |  |  |       |  |  |                                      |  |  |                                              |  |
|                                                     |                                       | 10. Johann, duca di Schleswig-Holstein-Sonderburg | 20. Christian III, re di Danimarca              |  |  |       |  |  |                                      |  |  |                                              |  |
|                                                     |                                       | 10. Johann, duca di Schleswig-Holstein-Sonderburg | 20. Christian III, re di Danimarca              |  |  |       |  |  |                                      |  |  |                                              |  |
|                                                     |                                       | 10. Johann, duca di Schleswig-Holstein-Sonderburg | 21. Dorothea von Sachsen-Lauenburg              |  |  |       |  |  |                                      |  |  |                                              |  |
| 5. Anna Sabina von Schleswig-Holstein-Sonderburg    |                                       | 10. Johann, duca di Schleswig-Holstein-Sonderburg |                                                 |  |  |       |  |  |                                      |  |  |                                              |  |
|                                                     |                                       | 11. Agnes Hedwig von Anhalt                       | 22. Joachim Ernst, principe di Anhalt (= 18)    |  |  |       |  |  |                                      |  |  |                                              |  |
|                                                     |                                       | 11. Agnes Hedwig von Anhalt                       | 22. Joachim Ernst, principe di Anhalt (= 18)    |  |  |       |  |  |                                      |  |  |                                              |  |
|                                                     |                                       | 11. Agnes Hedwig von Anhalt                       | 23. Eleonore von Württemberg                    |  |  |       |  |  |                                      |  |  |                                              |  |
| 1. Silvius II Friedrich, duca di Württemberg-Oels   |                                       | 11. Agnes Hedwig von Anhalt                       |                                                 |  |  |       |  |  |                                      |  |  |                                              |  |
|                                                     | 12. Karl II, duca di Münsterberg-Oels | 24. Heinrich II, duca di Münsterberg-Oels         |                                                 |  |  |       |  |  |                                      |  |  |                                              |  |
|                                                     | 12. Karl II, duca di Münsterberg-Oels | 24. Heinrich II, duca di Münsterberg-Oels         |                                                 |  |  |       |  |  |                                      |  |  |                                              |  |
|                                                     | 12. Karl II, duca di Münsterberg-Oels | 25. Margarethe zu Mecklenburg-Schwerin            |                                                 |  |  |       |  |  |                                      |  |  |                                              |  |
| 6. Karl Friedrich I, duca di Münsterberg-Oels       | 12. Karl II, duca di Münsterberg-Oels |                                                   |                                                 |  |  |       |  |  |                                      |  |  |                                              |  |
|                                                     |                                       | 13. Elisabeth Magdalena von Brieger               | 26. Georg II, conte di Brieger                  |  |  |       |  |  |                                      |  |  |                                              |  |
|                                                     |                                       | 13. Elisabeth Magdalena von Brieger               | 26. Georg II, conte di Brieger                  |  |  |       |  |  |                                      |  |  |                                              |  |
|                                                     |                                       | 13. Elisabeth Magdalena von Brieger               | 27. Barbara von Brandenburg                     |  |  |       |  |  |                                      |  |  |                                              |  |
| 3. Elisabeth Marie von Münsterberg-Oels             |                                       | 13. Elisabeth Magdalena von Brieger               |                                                 |  |  |       |  |  |                                      |  |  |                                              |  |
|                                                     |                                       | 14. Friedrich Wilhelm I, duca di Sassonia-Weimar  | 28. Johann Wilhelm, duca di Sassonia-Weimar     |  |  |       |  |  |                                      |  |  |                                              |  |
|                                                     |                                       | 14. Friedrich Wilhelm I, duca di Sassonia-Weimar  | 28. Johann Wilhelm, duca di Sassonia-Weimar     |  |  |       |  |  |                                      |  |  |                                              |  |
|                                                     |                                       | 14. Friedrich Wilhelm I, duca di Sassonia-Weimar  | 29. Dorothea Susanne von der Pfalz-Simmern      |  |  |       |  |  |                                      |  |  |                                              |  |
| 7. Anna Sophia von Sachsen-Weimar                   |                                       | 14. Friedrich Wilhelm I, duca di Sassonia-Weimar  |                                                 |  |  |       |  |  |                                      |  |  |                                              |  |
|                                                     |                                       | 15. Anna Maria von Pfalz-Neuburg                  | 30. Philipp Ludwig, duca del Palatinato-Neuburg |  |  |       |  |  |                                      |  |  |                                              |  |
|                                                     |                                       | 15. Anna Maria von Pfalz-Neuburg                  | 30. Philipp Ludwig, duca del Palatinato-Neuburg |  |  |       |  |  |                                      |  |  |                                              |  |
|                                                     |                                       | 15. Anna Maria von Pfalz-Neuburg                  | 31. Anna von Jülich-Kleve-Berg                  |  |  |       |  |  |                                      |  |  |                                              |  |
|                                                     |                                       | 15. Anna Maria von Pfalz-Neuburg                  |                                                 |  |  |       |  |  |                                      |  |  |                                              |  |